# Швыдкой, Михаил Ефимович
Михаи́л Ефи́мович Швыдко́й (род. 5 сентября 1948, Кант, Фрунзенская область) — советский и российский искусствовед, телеведущий, медиаменеджер, общественный, государственный и культурный деятель.
Председатель Всероссийской государственной телерадиокомпании (1998—2000), министр культуры Российской Федерации (2000—2004), председатель Федерального агентства по культуре и кинематографии (2004—2008), президент Академии российского телевидения (2008—2013), спецпредставитель Президента РФ по международному культурному сотрудничеству (с 2008 года).
Ведущий программ «Культурная революция», «Приют комедиантов», «Жизнь прекрасна», «Агора». Художественный руководитель Московского театра мюзикла, научный руководитель Высшей школы культурной политики и управления в гуманитарной сфере МГУ. Лауреат Государственной премии России.

## Биография
Родился в Киргизии в еврейской семье. Отец, Ефим Абрамович Швыдкой (1912—2003), был военным; мать, Муся (Марина) Юлиановна Швыдкая (урождённая Блюммер, во втором браке Икова, 1925—2018) — врачом-хирургом. Корни по линии отца из Винницкой области, мать — родом из Одессы. Отчим, Михаил Михайлович Иков (1914—2006), был тромбонистом, выпускником Московской государственной консерватории (1939); единоутробный брат, Андрей Михайлович Иков — трубач, солист Государственного академического Большого театра.
В 1971 году окончил театроведческий факультет ГИТИСа по специальности «Театроведение» (мастерская Болеслава Ростоцкого). По окончании института в 1971—1973 годах по распределению преподавал зарубежную литературу в Улан-Удэ.
Кандидат искусствоведения (1977, диссертация «Идейно-художественные проблемы английской исторической драмы XX века: „Избранник судьбы“, „Цезарь и Клеопатра“, „Святая Иоанна“ Бернарда Шоу, „Убийство в соборе“ Т. С. Элиота»), доктор искусствоведения (1991, диссертация «Традиции гуманизма и мировой театр: 1950-е — 1980-е годы»), профессор Московского государственного университета им. М. В. Ломоносова и Российской академии театрального искусства (ГИТИС).
Научный руководитель факультета Высшей школы культурной политики и управления в гуманитарной сфере МГУ.
Ведущий ряда телепрограмм: «Культурная революция» («Культура»), «Приют комедиантов» (Первый канал, затем — «ТВ Центр»), «Жизнь прекрасна» («СТС»). Периодически Швыдкой как телеведущий подвергается самым разнообразным формам критики.
- 1971—1973 — преподаватель зарубежной литературы в Восточно-Сибирском университете культуры[14].
- 1973—1990 — сотрудник журнала «Театр», с 1977 года — ответственный секретарь, с 1987 года — заместитель главного редактора.
- 1990—1993 — генеральный директор Редакционно-издательского комплекса «Культура».
- 1993—1997 — заместитель министра культуры РФ. Занимался вопросами книгоиздательства, международного культурного обмена, социальной политики в сфере культуры, а также отношениями со СМИ[14].
- В 1997 году был назначен главным редактором и заместителем председателя Всероссийской государственной телевизионной и радиовещательной компании (ВГТРК).
- С мая 1998 по февраль 2000 года — председатель ВГТРК[15].
- 2000—2004 — министр культуры Российской Федерации.
- 2004—2008 — руководитель Федерального агентства по культуре и кинематографии. В мае 2008 года агентство, возглавляемое Швыдким, было упразднено, все его функции были переданы Министерству культуры. 7 июня 2008 года Швыдкой был официально отправлен в отставку.
- С 1 августа 2008 года — специальный представитель президента Российской Федерации по международному культурному сотрудничеству. Эта новая должность была введена президентом Российской Федерации для развития международного культурного сотрудничества, создания положительного образа России за рубежом. Одновременно занял должность посла по особым поручениям МИД России.
- С 6 ноября 2008 года по июль 2013 года — президент АРТ.
- В 2010 году — заведующий кафедрой государственного управления в сфере культуры факультета госуправления МГУ[16].
- С 2011 года — научный руководитель Высшей школы (факультета) культурной политики и управления в гуманитарной сфере МГУ имени М. В. Ломоносова.
- С 2011 года — художественный руководитель Театра мюзикла[17].
- 2012 год — автор идеи и либретто (совместно с Алексеем Кортневым) мюзикла «Времена не выбирают» в Театре мюзикла.
- С 11 февраля 2015 года — председатель Совета учредителей некоммерческого партнёрства «Комитет индустриальных телевизионных премий»[18], являющегося с 2014 года организатором национального телевизионного конкурса «ТЭФИ»[19].
- С 2022 года — член совета директоров ООО «Национальный рекламный альянс»[14].
- С 2023 года — президент Международного театрального фестиваля имени А. П. Чехова[20].
- Автор книг «Драматургия, театр, жизнь» (1981), «Секреты одиноких комедиантов» (1992), «Культурная революция» (2023).

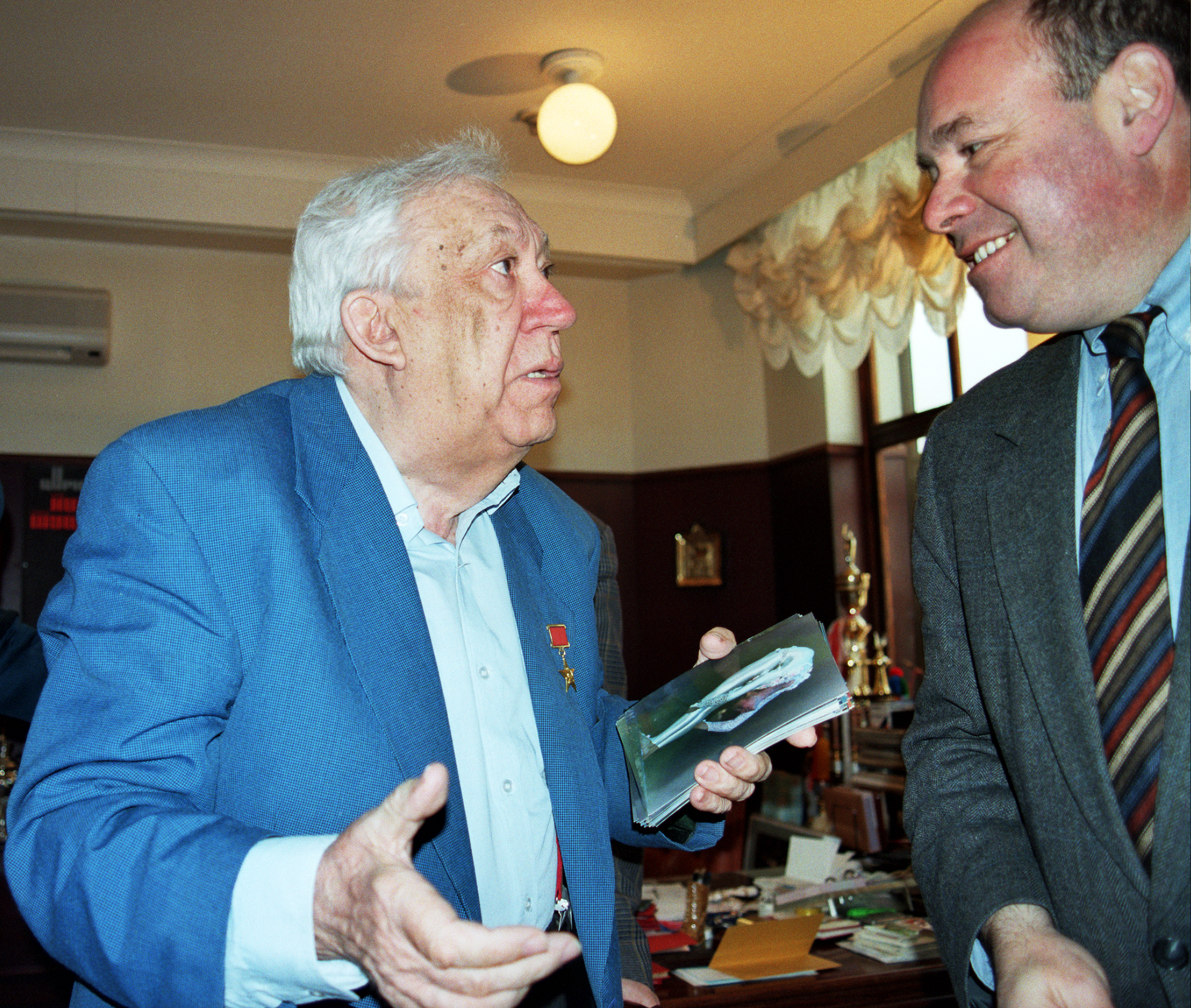
Юрий Никулин и Михаил Швыдкой
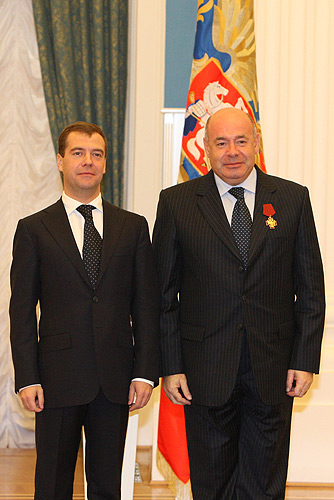
Дмитрий Медведев и Михаил Швыдкой
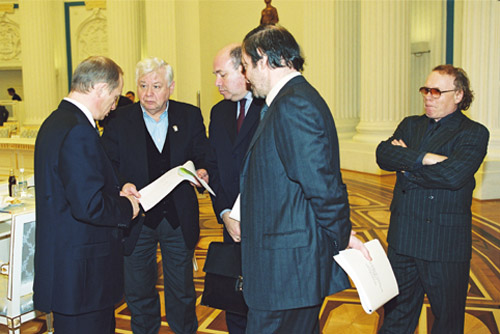
Заседание Совета при Президенте по культуре и искусству. Слева направо: Владимир Путин, Олег Табаков, Михаил Швыдкой, Валерий Гергиев, Эдвард Радзинский

### Политические взгляды
В детстве Михаил Ефимович проводил много времени у своей бабушки, у которой были сложные отношения с советской властью. Однажды он получил от неё «по морде», потому что она очень не любила, когда советскую власть ругали другие: «не обязательно говорить в школе то, что слышишь дома».
В ноябре 1990 года стал инициатором публикации в журнале «Театр» пьесы «Московское золото», посвящённой борьбе между бывшим председателем МГК КПСС Борисом Ельциным, представленным в произведении лидером из народа, и ретроградами из Политбюро КПСС, возглавляемого Михаилом Горбачёвым. По словам политика и публициста Михаила Делягина, это позволило ему стать любимцем Бориса Ельцина.
Состоял в КПСС. Вступил в партию ради карьеры, встречался со многими диссидентами. После событий в Вильнюсе в 1991 году вместе с Андреем Смирновым участвовал в демонстрации против этих событий и сдал партийный билет.
Михаил Швыдкой придерживается мнения, что Россия — это европейская страна, в которой должны торжествовать европейские принципы.
Швыдкой считает, что мужество и верность Бориса Ельцина демократическим принципам кардинально изменили историю страны. По его оценке, первый президент России «как прирождённый политический лидер ощутил неистребимую тягу народа к свободе и справедливости на рубеже 80-х — 90-х годов прошлого века».
На интервью в «Школе злословия» отметил своё положительное отношение к деятельности Евгения Сидорова, который стал министром культуры в правительстве Ельцина—Гайдара: «надо было защищать, спасать, сохранить, не дать обвалиться, не дать вульгарно понимать, что такое рынок; у него была такая миссия — сохранить, и в этом смысле он очень многое сделал для культуры». Там же высказался, что силовые ведомства узурпировали радикальные национал-патриоты, которые искажают понятие «патриотизм».
В эфире программы «Говорите с Юлией Таратутой» на ТК «Дождь» в 2012 году Швыдкой признался, что не считает себя демократом, но придерживается либеральных убеждений, что, по его мнению, ещё хуже для государственного чиновничества. Тогда же сказал, что перестал затрагивать политические темы в своих передачах, так как это перестало ему быть интересным.
В 2020 году снялся в ролике RT в поддержку поправок в Конституцию.
Выступил в поддержку российского вторжения на Украину, называя это важным историческим моментом развития России, заявляя о нежелании России жить в однополярном мире, заранее готовившихся санкциях против неё, проблемах с демократией на Западе, невозможности желать поражения своей стране, необходимости консолидировать интеллигенцию. В дальнейшем утверждал, что Россия не воюет ни с украинским народом, ни с украинской культурой.
Летом 2022 года на фоне последовавших санкций в отношении России за вторжение на Украину предложил ввести параллельный прокат или принудительное лицензирование иностранных фильмов, производители и дистрибьюторы которых приостановили работу в России.
В июле 2025 г. заявил, что куда честнее было бы вернуться к цензуре, которой бы занимались профессионалы, а не слабо разбирающиеся в теме бюрократы.

## Телевизионная карьера
Впервые попал на телевидение в 1964 году как участник программы-дискуссии по молодёжной проблематике.
В 1967 году пришёл на четвёртый канал ЦТ на практику, будучи студентом второго курса. Руководили практикой сотрудницы научно-просветительского канала Наталья Филина, Нонна Друян, Майя Гнездовская. «Путёвку в жизнь мне дали именно они», — признался однажды Швыдкой в интервью.
В 1968 году совместно с режиссёром Театра Вахтангова Леонидом Калиновским написал телевизионную пьесу «Рыцарский турнир», посвящённую Корнелю и Расину.
После практики уехал работать в Бурятию, где участвовал в производстве некоторых телепрограмм. В середине 1970-х годов вернулся на ЦТ, писал сценарии для программы «Театральные встречи». В конце 1970-х годов был ведущим еженедельной телепередачи «У театральной афиши».
В 1980-х годах стал автором документального фильма о Петере Штайне и Питере Бруке (режиссёр — Светлана Немчевская, редактор — Лали Бадридзе).
В 1988 году написал сценарий документального фильма «Частное приглашение» (режиссёр — Елена Шаталина) о возвращении Юрия Любимова в Москву.
28 августа 1997 года, на следующий день после выхода указа об образовании телеканала «Культура», президент РФ Борис Ельцин подписал указ № 945 с целью назначить Швыдкого главным редактором этого канала. С этого момента началась подготовка к запуску, и через 40 дней, 1 ноября 1997 года началось вещание нового телеканала. По приглашению Швыдкого на «Культуру» пришла работать Татьяна Паухова. Она же сменила его в 1998 году на посту главного редактора телеканала. Кроме того, в коллектив вошли: Екатерина Андроникова, Наталья Приходько, Лана Дилович и др.

«Начал обзванивать всех своих знакомых из Редакции литературного вещания, которой руководил своеобразный человек — Кузаков. Весь блок художественного вещания Центрального телевидения был замечательным, с моей точки зрения, там создавались настоящие телевизионные шедевры, там работали Анатолий Эфрос и Пётр Фоменко. Так вот, там я этих людей и собрал.»—  Из интервью М. Швыдкого
10 сентября 1997 года, будучи заместителем министра культуры РФ, пришёл на работу в ВГТРК, 23 мая 1998 года назначен её председателем. Перед руководством телерадиокомплекса стояла задача объединить все электронные государственные СМИ. К началу 2000 года медиахолдинг был создан, ко времени ухода Швыдкого с должности председателя (31 января 2000 года) в холдинге работали примерно 53 000 человек.
В ночь с 17 на 18 марта 1999 года на телеканале «РТР» в выпуске программы «Вести» были показан компромат на Юрия Скуратова с формулировкой «человек, похожий на генерального прокурора». Авторство этой знаменитой фразы принадлежит Швыдкому. Он же принимал решение о выпуске видеозаписи в телевизионный эфир.
Ведение передач в России
- 1993 год: «Антре» (4-й канал Останкино). Ведущий[39][40].
- 1998—2001 годы: «После новостей…» («Культура»). Ведущий[41].
- 2001—2017 годы: «Культурная революция» («Культура»). Ведущий[42].
- 2001—2022 годы: «Приют комедиантов» (ранее — «Театр + TV»; «Россия», «Первый канал», «ТВ Центр») — вместе с соведущей Екатериной Уфимцевой.
- 2004—2010 годы: Жизнь прекрасна (ранее — «Песни XX века»), соведущий совместно с Еленой Перовой и Левоном Оганезовым (ранее — со Светланой Антоновой, Туттой Ларсен; «Россия», СТС, «Домашний»).
- 2007 год: «Две звезды» («Первый канал»). Участник проекта в дуэте с Татьяной Булановой.
- 2011 год: «Человек в большом городе» («ТВ Центр»). Ведущий.
- 2011 год: «Призрак Оперы» («Первый канал»). Член жюри.
- С 2017 года: «Агора» («Россия-Культура»). Ведущий[43].

## Семья
- Первая жена[44] — Ольга Юзефовна Принцева (род. 14.01.1952[45]), дочь писателя и драматурга Ю. Я. Принцева, по специальности гистолог, в 1977 году защитила кандидатскую диссертацию на биологическом факультете МГУ[46][47], во втором браке была замужем за В. И. Петрухиным[48]. В 1993 году защитила в Кардиологическом центре докторскую диссертацию[49]. Живёт в США[50].
- Вторая жена — Марина Александровна Швыдкая (Поляк) (род. 1951), актриса театра и кино, играла в Театре на Малой Бронной[44], была в браке с актёром Михаилом Поляком.
  - Сын — Сергей (род. 17 января 1974), актёр театра и кино, режиссёр, сценарист, сын от предыдущего брака Марины Поляк, усыновлён Швыдким[44][51].
  - Сын — Александр (род. 1979), рекламный и телевизионный продюсер[44][51][52].

## Награды
- Орден «За заслуги перед Отечеством» III степени (22 декабря 2022 года) — за большие заслуги в подготовке и проведении разноплановых масштабных мероприятий с зарубежными странами в сфере культуры, образования и молодёжных обменов[53]
- Орден «За заслуги перед Отечеством» IV степени (4 сентября 2008 года) — за большой вклад в развитие отечественной культуры и многолетнюю плодотворную деятельность[54]
- Орден Александра Невского (11 июля 2018 года) — за большой вклад в реализацию внешнеполитического курса Российской Федерации и многолетнюю добросовестную работу[55]
- Орден Дружбы (21 декабря 2013 года) — за большой вклад в реализацию внешнеполитического курса Российской Федерации, заслуги в научно-педагогической деятельности и многолетнюю добросовестную работу[56]
- Орден «Знак Почёта»[57].
- Лауреат Государственной премии Российской Федерации в области литературы и искусства 1999 года (9 июня 2000 года) — за развитие художественного направления отечественного телевидения, создание общероссийского государственного телеканала «Культура»[58][59].
- Премия Правительства Российской Федерации в области средств массовой информации (26 декабря 2019 года) — за личный вклад в развитие средств массовой информации[60]
- Почётная грамота Президента Российской Федерации (4 сентября 2023 года) — за большой вклад в реализацию внешнеполитического курса Российской Федерации, активную общественную деятельность и многолетнюю добросовестную работу[61]
- Благодарность Президента Российской Федерации (7 декабря 2007 года) — за большой вклад в создание и развитие нового телевизионного проекта сатирического журнала «Фитиль»[62]
- Почётная грамота Правительства Российской Федерации (5 сентября 2003 года) — за многолетнюю плодотворную творческую деятельность и личный вклад в развитие культуры и искусства[63]
- Благодарность Правительства Российской Федерации (15 декабря 2006 года) — за вклад в подготовку и проведение церемонии переноса из Королевства Дания и захоронения в Петропавловском соборе г. Санкт-Петербурга праха вдовствующей Императрицы Марии Фёдоровны, супруги Императора Александра III[64]
- Благодарность Правительства Российской Федерации (19 ноября 2024 года) — за большой вклад в подготовку и проведение X Санкт-Петербургского международного форума объединённых культур[65]
- Орден Дружбы народов (Башкортостан, Россия, 2024 год)[66]
- Орден «Достык» II степени (Казахстан, 2004 год)[67][68].
- Кавалер ордена Почётного легиона (Франция, 2011 год)[69][70].
- Орден «За заслуги» (Франция)[57].
- Большой золотой почётный знак со звездой «За заслуги перед Австрийской Республикой» (Австрия, 12 июня 2019 года)[71].
- Орден «За заслуги» III степени (Украина, 6 декабря 2002 года) — за весомый личный вклад в развитие украинско-российского сотрудничества, активное участие в обеспечении проведения Года Украины в Российской Федерации[72]
- Большой офицерский крест ордена «За заслуги перед Федеративной Республикой Германия» (Германия, 2010 год)[73]
- Медаль Франциска Скорины (Белоруссия, 12 января 2001 года) — за значительный вклад в укрепление сотрудничества и белорусско-российских культурных связей[74]
- Медаль Мовсеса Хоренаци (Армения, 14 ноября 2009 года) — за вклад в развитие армяно-российского культурного сотрудничества[75]
- Командор ордена Заслуг перед Республикой Польша (Польша, 14 декабря 1999 года) — за выдающийся вклад в развитие польско-российского культурного сотрудничества[76].
- Золотая медаль «За заслуги в культуре Gloria Artis» (Польша, 2006 год)[57][77].
- Великий офицер ордена «За заслуги перед Итальянской Республикой» (Италия, 2012 год)[78].
- Орден «Дружба» (Азербайджан, 5 июля 2012 года) — за особые заслуги в укреплении культурных связей между Азербайджанской Республикой и Российской Федерацией[79].
- Почётный диплом Президента Азербайджанской Республики (Азербайджан, 18 сентября 2018 года) — за плодотворную деятельность в развитии культурных связей между Азербайджанской Республикой и Российской Федерацией[80].
- Орден «Данакер» (Кыргызстан, 27 августа 2021 года) — за большой вклад в укрепление и развитие сотрудничества двух стран в области культуры и искусства в рамках перекрёстного года Кыргызстана и России[81][82].
- Командор Ордена Святого Карла (Монако, 17 декабря 2015 года)[83].
- Орден Восходящего солнца 2-й степени (Япония, 2019 год)[84].
- Орден «Святые Кирилл и Мефодий» на цепи (Болгария, 29 июля 2019 года) — за заслуги в развитии культурных и духовных связей между Болгарией и Россией[85][86]
- Орден «Трудовая слава» (ПМР, 3 августа 2006 года) — за заслуги в развитии и укреплении сотрудничества в сфере культуры и искусства между Российской Федерацией и Приднестровской Молдавской Республикой[87]
- Памятная медаль «100 лет со дня рождения великого русского писателя, лауреата Нобелевской премии М. А. Шолохова» (Министерство культуры и массовых коммуникаций Российской Федерации, 9 июня 2005 года) — за активное участие в подготовке и проведении ряда мероприятий, посвященных празднованию 100-летия со дня рождения М. А. Шолохова[88]
- Кавалер Золотого почётного знака «Общественное признание» (1998)[59].
- Медаль «20-летие ТЮРКСОЙ» (2013)[89].
- Лауреат премии «Лучшие перья России»[59].
- Международная премия «Балтийская звезда» (2004)[90].
- Лауреат национальной премии «Россиянин года» (2007 год)[91].
- Лауреат Национальной премии «Музыкальное сердце театра» за вклад в развитие музыкального театра (2012 год)[92].
- Премия имени Йозефа Хааза (2018)[93].